# Comuna Vărădia de Mureș, Arad
Vărădia de Mureș (în maghiară: Tótvárad, în germană: Waradia) este o comună în județul Arad, Crișana, România, formată din satele Baia, Julița, Lupești, Nicolae Bălcescu, Stejar și Vărădia de Mureș (reședința).

## Demografie
Componența etnică a comunei Vărădia de Mureș
     Români (94,97%)
     Alte etnii (0,93%)
     Necunoscută (4,1%)
Componența confesională a comunei Vărădia de Mureș
     Ortodocși (81,68%)
     Penticostali (8,63%)
     Greco-catolici (1,74%)
     Baptiști (1,3%)
     Fără religie (1,12%)
     Alte religii (1,06%)
     Necunoscută (4,47%)
Conform recensământului efectuat în 2021, populația comunei Vărădia de Mureș se ridică la 1.610 locuitori, în scădere față de recensământul anterior din 2011, când fuseseră înregistrați 1.755 de locuitori. Majoritatea locuitorilor sunt români (94,97%), iar pentru 4,1% nu se cunoaște apartenența etnică. Din punct de vedere confesional, majoritatea locuitorilor sunt ortodocși (81,68%), cu minorități de penticostali (8,63%), greco-catolici (1,74%), baptiști (1,3%) și fără religie (1,12%), iar pentru 4,47% nu se cunoaște apartenența confesională.

## Politică și administrație
Comuna Vărădia de Mureș este administrată de un primar și un consiliu local compus din 11 consilieri. Primarul, Crina-Melania Miculiț[*], de la Partidul Social Democrat, este în funcție din 2016. Începând cu alegerile locale din 2024, consiliul local are următoarea componență pe partide politice:
|  | Partid                          | Consilieri | Componența Consiliului | Componența Consiliului | Componența Consiliului |
|  | ------------------------------- | ---------- | ---------------------- | ---------------------- | ---------------------- |
|  | Alianța pentru Unirea Românilor | 3          |                        |                        |                        |
|  | Partidul Național Liberal       | 3          |                        |                        |                        |
|  | Partidul Social Democrat        | 3          |                        |                        |                        |
|  | Partidul Mișcarea Populară      | 1          |                        |                        |                        |
|  | Forța Dreptei                   | 1          |                        |                        |                        |

## Atracții turistice
- Biserica de lemn "Intrarea Maicii Domnului în Biserică" din satul Julița, costrucție 1787 - monument istoric
- Biserica de lemn „Sfântul Mare Mucenic Gheorghe” din Baia
- Cetatea medievală din satul Vărădia de Mureș - sit arheologic
- Valea Mureșului
- Defileul Mureșului și Drocea (situri de importanță comunitară incluse în rețeaua europeană Natura 2000 în România).

## Personalități născute aici
- Dan Grecu (n. 1958), general.